# Liste der denkmalgeschützten Objekte in Žilina
Die Liste der denkmalgeschützten Objekte in Žilina enthält die 100 nach slowakischen Denkmalschutzvorschriften geschützten Objekte in der Gemeinde Žilina im Okres Žilina.

## Denkmäler
| Foto |                 | Denkmal / č. ÚZPF                                                        | Standort / Konskr. Nr.                                    | Offizielle Beschreibung                                 | Beschreibung                                                     | Metadaten                                                                      |
| ---- | --------------- | ------------------------------------------------------------------------ | --------------------------------------------------------- | ------------------------------------------------------- | ---------------------------------------------------------------- | ------------------------------------------------------------------------------ |
| ja   | Datei hochladen | Säule(sk) ObjektID: 511-1317/1                                           | Standort KG: Bánová Konskr.Nr.:                           | stĺp na podstavci so soklom                             | Säule auf Podest mit Sockel                                      | č. NKP: 511-1317/1 Stand des NKP: 2012-02-08 Name: STĹP S ARCHITEKTÚROU        |
| ja   | Datei hochladen | Statuengruppe(sk) ObjektID: 511-1317/2                                   | Standort KG: Bánová Konskr.Nr.:                           | sv.Trojica;súsošie najsv.Trojice                        | heilige Dreifaltigkeit                                           | č. NKP: 511-1317/2 Stand des NKP: 2012-02-08 Name: SÚSOŠIE                     |
| ja   | Datei hochladen | Statue(sk) ObjektID: 511-1317/3                                          | Standort KG: Bánová Konskr.Nr.:                           | sv.Florián;socha sv.Floriána                            | St. Florian                                                      | č. NKP: 511-1317/3 Stand des NKP: 2012-02-08 Name: SOCHA                       |
|      | Datei hochladen | Erdhügel(sk) ObjektID: 511-2138/0                                        | KG: Bánová Konskr.Nr.:                                    | skúmané čiastočne;mohyly 2+31,birituálny neporuš        | teilweise untersucht, Hügel 2 und 31, ?                          | č. NKP: 511-2138/0 Stand des NKP: 2012-02-08 Name: MOHYLNÍK                    |
| ja   | Datei hochladen | Schloss(sk) ObjektID: 511-1316/0                                         | Sv.Jána Bosca nám. 1 Standort KG: Bánová Konskr.Nr.: 1    | blokový,solitér                                         |                                                                  | č. NKP: 511-1316/0 Stand des NKP: 2012-02-08 Name: KAŠTIEĽ                     |
| ja   | Datei hochladen | Burg(sk) Schloss Budatín ObjektID: 511-1427/1                            | Topoľová ul. 1 Standort KG: Budatín Konskr.Nr.: 1         | Budatín,veža s obytnými krídl.                          | Turm und Wohnbereich                                             | č. NKP: 511-1427/1 Stand des NKP: 2012-02-08 Name: HRAD                        |
| ja   | Datei hochladen | Park(sk) ObjektID: 511-1427/2                                            | Topoľová ul. Standort KG: Budatín Konskr.Nr.:             | Budatínska záhrada                                      | Garten Budatín                                                   | č. NKP: 511-1427/2 Stand des NKP: 2012-02-08 Name: PARK                        |
| ja   | Datei hochladen | Wirtschaftsgebäude(sk) ObjektID: 511-1427/3                              | Topoľová ul. Standort KG: Budatín Konskr.Nr.: 3           | budova s kaplnkou                                       | Bau mit Kapelle                                                  | č. NKP: 511-1427/3 Stand des NKP: 2012-02-08 Name: STAVBA HOSPODÁRSKA          |
| ja   | Datei hochladen | Gebäude(sk) ObjektID: 511-1427/4                                         | Topoľová ul. Standort KG: Budatín Konskr.Nr.: 2           | solitér;kasárne,internát,klasicist.bud                  | Kaserne, Unterkunft                                              | č. NKP: 511-1427/4 Stand des NKP: 2012-02-08 Name: BUDOVA                      |
| ja   | Datei hochladen | Schloss(sk) ObjektID: 511-1329/1                                         | Dlhá ul. 3 KG: Bytčica Konskr.Nr.: 605,625                |                                                         |                                                                  | č. NKP: 511-1329/1 Stand des NKP: 2012-02-08 Name: KAŠTIEĽ                     |
| BW   | Datei hochladen | Park(sk) ObjektID: 511-1329/2                                            | Dlhá ul. Standort KG: Bytčica Konskr.Nr.:                 |                                                         |                                                                  | č. NKP: 511-1329/2 Stand des NKP: 2012-02-08 Name: PARK                        |
|      | Datei hochladen | Wirtschaftsgebäude(sk) ObjektID: 511-1329/3                              | Dlhá ul. 2 KG: Bytčica Konskr.Nr.: 623                    | murovaná+liatina                                        |                                                                  | č. NKP: 511-1329/3 Stand des NKP: 2012-02-08 Name: STAVBA HOSPODÁRSKA          |
| ja   | Datei hochladen | Umzäunungsfragment(sk) ObjektID: 511-1329/4                              | Dlhá ul. KG: Bytčica Konskr.Nr.:                          | kamenné                                                 |                                                                  | č. NKP: 511-1329/4 Stand des NKP: 2012-02-08 Name: OPLOTENIE-FRAGMENT          |
| ja   | Datei hochladen | Schloss(sk) ObjektID: 511-1330/0                                         | Dlhá ul. 9 Standort KG: Bytčica Konskr.Nr.: 6             |                                                         |                                                                  | č. NKP: 511-1330/0 Stand des NKP: 2012-02-08 Name: KAŠTIEĽ                     |
| ja   | Datei hochladen | Gedenktafel mit Relief(sk) ObjektID: 511-3306/0                          | Hlavná ul. 4 Standort KG: Bytčica Konskr.Nr.: 450         | Zaymus Romuald Čestislav;1828-1902,redaktor,prírodoved. | für den Redakteur Romuald Čestislav Zaymus (1828–1902)           | č. NKP: 511-3306/0 Stand des NKP: 2012-02-08 Name: TABUĽA PAMÄTNÁ S RELIÉFOM   |
| ja   | Datei hochladen | Kirche(sk) ObjektID: 511-1328/0                                          | Hlavná ul. 13 Standort KG: Bytčica Konskr.Nr.:            | r.k.sv.Imricha                                          | römisch-katholische Kirche St. Imre                              | č. NKP: 511-1328/0 Stand des NKP: 2012-02-08 Name: KOSTOL                      |
| ja   | Datei hochladen | Holzkirche(sk) ObjektID: 511-1384/0                                      | Standort KG: Trnové Konskr.Nr.:                           | r.k.sv.Juraja                                           | römisch-katholische Kirche St. Georg                             | č. NKP: 511-1384/0 Stand des NKP: 2012-02-08 Name: KOSTOL DREVENÝ              |
| BW   | Datei hochladen | Höhenburg(sk) ObjektID: 511-2147/0                                       | Standort KG: Zástranie Konskr.Nr.:                        | skúmané čiastočne;Hradisko Veľký Stránik                | teilweise untersucht, Burg groß Stránik                          | č. NKP: 511-2147/0 Stand des NKP: 2012-02-08 Name: HRADISKO VÝŠINNÉ            |
| BW   | Datei hochladen | Burgrest(sk) ObjektID: 511-2148/0                                        | Standort KG: Závodie Konskr.Nr.:                          | neskúmané;Veľké hradisko-refúgium                       | nicht untersucht, große befestigte Zuflucht                      | č. NKP: 511-2148/0 Stand des NKP: 2012-02-08 Name: HRADISKO                    |
| ja   | Datei hochladen | Zoll(sk) ObjektID: 511-1399/1                                            | Standort KG: Žilina Konskr.Nr.:                           | solitér;kaštieľ                                         | Herrenhaus                                                       | č. NKP: 511-1399/1 Stand des NKP: 2012-02-08 Name: COLNICA                     |
| ja   | Datei hochladen | Kapelle(sk) ObjektID: 511-1399/2                                         | Standort KG: Žilina Konskr.Nr.:                           |                                                         |                                                                  | č. NKP: 511-1399/2 Stand des NKP: 2012-02-08 Name: KAPLNKA                     |
| ja   | Datei hochladen | Denkmal mit Büste(sk) ObjektID: 511-3302/0                               | Standort KG: Žilina Konskr.Nr.:                           | Hálek Ivan MUDr.;1872-1945,lekár,pub.                   | des Arztes und Publizisten Ivan Hálek                            | č. NKP: 511-3302/0 Stand des NKP: 2012-02-08 Name: POMNÍK S BUSTOU             |
| ja   | Datei hochladen | Gemeinsames Grab mit Grabdenkmal(sk) ObjektID: 511-3303/0                | KG: Žilina Konskr.Nr.:                                    | umučení antifašisti-32;32 popravených 8. Januar 1945    | von 32 hingerichteten Antifaschisten                             | č. NKP: 511-3303/0 Stand des NKP: 2012-02-08 Name: HROB SPOLOČNÝ S NÁHROBNÍKOM |
| ja   | Datei hochladen | Soldatenfriedhof(sk) ObjektID: 511-3304/0                                | Standort KG: Žilina Konskr.Nr.:                           | sov.armáda-1780 vojakov;pomník,hroby,spoloč.hroby       | von 1780 Soldaten der Sowjetarmee                                | č. NKP: 511-3304/0 Stand des NKP: 2012-02-08 Name: CINTORÍN VOJENSKÝ           |
| ja   | Datei hochladen | Bürgerhaus(sk) ObjektID: 511-1417/0                                      | Bottova ul. 1 Standort KG: Žilina Konskr.Nr.: 35          | prejazdový,nárožný;Folkmanovský dom                     | Eckhaus, Passage, Haus Folkmanov                                 | č. NKP: 511-1417/0 Stand des NKP: 2012-02-08 Name: DOM MEŠTIANSKY              |
| ja   | Datei hochladen | Bürgerhaus(sk) ObjektID: 511-10048/0                                     | Bottova ul. 7 Standort KG: Žilina Konskr.Nr.: 38          | priechodový,radový                                      | Reihenhaus, Passage                                              | č. NKP: 511-10048/0 Stand des NKP: 2012-02-08 Name: DOM MEŠTIANSKY             |
| ja   | Datei hochladen | Bürgerhaus(sk) ObjektID: 511-10049/0                                     | Bottova ul. 9 Standort KG: Žilina Konskr.Nr.: 39          | priechodový,radový                                      | Reihenhaus, Passage                                              | č. NKP: 511-10049/0 Stand des NKP: 2012-02-08 Name: DOM MEŠTIANSKY             |
| ja   | Datei hochladen | Bürgerhaus(sk) ObjektID: 511-10050/0                                     | Bottova ul. 11 Standort KG: Žilina Konskr.Nr.: 40         | priechodový,radový;pernikáreň                           | Reihenhaus, Passage                                              | č. NKP: 511-10050/0 Stand des NKP: 2012-02-08 Name: DOM MEŠTIANSKY             |
| ja   | Datei hochladen | Wohnhaus(sk) ObjektID: 511-10054/0                                       | Dolný val 1 Standort KG: Žilina Konskr.Nr.: 212           | chodbový,nárožný                                        | Eckhaus                                                          | č. NKP: 511-10054/0 Stand des NKP: 2012-02-08 Name: DOM BYTOVÝ                 |
| ja   | Datei hochladen | Bürgerhaus(sk) ObjektID: 511-10045/0                                     | Hodžova ul. 2 Standort KG: Žilina Konskr.Nr.: 211         | priechodový,nárožný                                     | Eckhaus, Passage                                                 | č. NKP: 511-10045/0 Stand des NKP: 2012-02-08 Name: DOM MEŠTIANSKY             |
| ja   | Datei hochladen | Bürgerhaus(sk) ObjektID: 511-1419/0                                      | Hodžova ul. 4 Standort KG: Žilina Konskr.Nr.: 210         | priechodový,radový                                      | Reihenhaus, Passage                                              | č. NKP: 511-1419/0 Stand des NKP: 2012-02-08 Name: DOM MEŠTIANSKY              |
| ja   | Datei hochladen | Bürgerhaus(sk) ObjektID: 511-1420/0                                      | Hodžova ul. 6 Standort KG: Žilina Konskr.Nr.: 209         | prejazdový,radový                                       | Reihenhaus, Passage                                              | č. NKP: 511-1420/0 Stand des NKP: 2012-02-08 Name: DOM MEŠTIANSKY              |
| ja   | Datei hochladen | Bürgerhaus(sk) ObjektID: 511-1421/0                                      | Hodžova ul. 8 Standort KG: Žilina Konskr.Nr.: 208         | prejazdový,radový                                       | Reihenhaus, Passage                                              | č. NKP: 511-1421/0 Stand des NKP: 2012-02-08 Name: DOM MEŠTIANSKY              |
| ja   | Datei hochladen | Wohnhaus(sk) ObjektID: 511-10061/0                                       | Hodžova ul. 9 Standort KG: Žilina Konskr.Nr.: 200         | chodbový,nárožný;starý TUZEX, banka-PKB                 | Eckhaus, alte TUZEX, PKB-Bank                                    | č. NKP: 511-10061/0 Stand des NKP: 2012-02-08 Name: DOM BYTOVÝ                 |
| ja   | Datei hochladen | Bürgerhaus(sk) ObjektID: 511-10046/0                                     | Hodžova ul. 10 Standort KG: Žilina Konskr.Nr.: 207        | prejazdový,radový                                       | Reihenhaus, Passage                                              | č. NKP: 511-10046/0 Stand des NKP: 2012-02-08 Name: DOM MEŠTIANSKY             |
| ja   | Datei hochladen | Bank(sk) ObjektID: 511-10959/0                                           | Hodžova ul. 11 Standort KG: Žilina Konskr.Nr.: 219        | nárožná;Finančný palác                                  | Eckhaus, Finanzpalast                                            | č. NKP: 511-10959/0 Stand des NKP: 2012-02-08 Name: BANKA                      |
| ja   | Datei hochladen | Bürgerhaus(sk) ObjektID: 511-1422/0                                      | Hodžova ul. 12 Standort KG: Žilina Konskr.Nr.: 206        | prejazdový,radový                                       | Reihenhaus, Passage                                              | č. NKP: 511-1422/0 Stand des NKP: 2012-02-08 Name: DOM MEŠTIANSKY              |
| ja   | Datei hochladen | Bürgerhaus(sk) ObjektID: 511-1423/0                                      | Hodžova ul. 16 Standort KG: Žilina Konskr.Nr.: 204        | prejazdový,nárožný                                      | Eckhaus, Passage                                                 | č. NKP: 511-1423/0 Stand des NKP: 2012-02-08 Name: DOM MEŠTIANSKY              |
| ja   | Datei hochladen | Gedenk-Verwaltungsgebäude(sk) ObjektID: 511-1437/1                       | Hodžova ul. 20 Standort KG: Žilina Konskr.Nr.: 201        | chodbová,Šrobárova vláda;Bacherova vila                 | für die Regierung Šrobár, Villa Bacher                           | č. NKP: 511-1437/1 Stand des NKP: 2012-02-08 Name: BUDOVA ADMINISTRATÍVNA PAM. |
| ja   | Datei hochladen | Gedenktafel(sk) ObjektID: 511-1437/2                                     | Hodžova ul. Standort KG: Žilina Konskr.Nr.:               | 1.Šrobárova vláda;1918-1919                             | für die erste Regierung Šrobár                                   | č. NKP: 511-1437/2 Stand des NKP: 2012-02-08 Name: TABUĽA PAMÄTNÁ              |
| ja   | Datei hochladen | Kirche(sk) Kathedrale der Heiligsten Dreifaltigkeit ObjektID: 511-1393/1 | Horný val 0 Standort KG: Žilina Konskr.Nr.:               | r.k.sv.Trojice                                          | römisch-katholische Kirche heilige Dreifaltigkeit                | č. NKP: 511-1393/1 Stand des NKP: 2012-02-08 Name: KOSTOL                      |
| ja   | Datei hochladen | Glockenturm(sk) ObjektID: 511-1393/2                                     | Horný val Standort KG: Žilina Konskr.Nr.:                 |                                                         |                                                                  | č. NKP: 511-1393/2 Stand des NKP: 2012-02-08 Name: ZVONICA                     |
|      | Datei hochladen | Wohnhaus(sk) ObjektID: 511-10051/0                                       | Horný val 12 KG: Žilina Konskr.Nr.: 21                    | schodiskový,nárožný                                     | Eckhaus                                                          | č. NKP: 511-10051/0 Stand des NKP: 2012-02-08 Name: DOM BYTOVÝ                 |
| ja   | Datei hochladen | Bürgerhaus(sk) ObjektID: 511-10063/0                                     | Horný val 19 Standort KG: Žilina Konskr.Nr.: 9            | prejazdový,radový;dom Alexandra Lombardiniho            | Reihenhaus, Passage, Haus Alexander Lombardini                   | č. NKP: 511-10063/0 Stand des NKP: 2012-02-08 Name: DOM MEŠTIANSKY             |
| ja   | Datei hochladen | Gedenkbürgerhaus(sk) ObjektID: 511-3307/1                                | Horný val 20 KG: Žilina Konskr.Nr.: 41                    | nárožný;Makovického dom                                 | Eckhaus, Haus Makovicky                                          | č. NKP: 511-3307/1 Stand des NKP: 2012-02-08 Name: DOM MEŠTIANSKY PAMÄTNÝ      |
| ja   | Datei hochladen | Gedenktafel(sk) ObjektID: 511-3307/2                                     | Horný val 20 KG: Žilina Konskr.Nr.: 41                    | Makovický Dušan;1866-1921,lekár,publ                    | an den Publizisten Dušan Makovický                               | č. NKP: 511-3307/2 Stand des NKP: 2012-02-08 Name: TABUĽA PAMÄTNÁ              |
| ja   | Datei hochladen | Bürgerhaus(sk) ObjektID: 511-10052/0                                     | Horný val 21 KG: Žilina Konskr.Nr.: 10                    | priechodový,radový;Skalkov dom                          | Reihenhaus, Passage, Haus Skalk                                  | č. NKP: 511-10052/0 Stand des NKP: 2012-02-08 Name: DOM MEŠTIANSKY             |
| ja   | Datei hochladen | Bürgerhaus(sk) ObjektID: 511-10053/0                                     | Horný val 23 KG: Žilina Konskr.Nr.: 11                    | priechodový, radový                                     | Reihenhaus, Passage                                              | č. NKP: 511-10053/0 Stand des NKP: 2012-02-08 Name: DOM MEŠTIANSKY             |
| ja   | Datei hochladen | Bürgerhaus(sk) ObjektID: 511-1425/0                                      | Horný val 25 KG: Žilina Konskr.Nr.: 12                    | prejazdový,radový                                       | Reihenhaus, Passage                                              | č. NKP: 511-1425/0 Stand des NKP: 2012-02-08 Name: DOM MEŠTIANSKY              |
| ja   | Datei hochladen | Bürgerhaus(sk) ObjektID: 511-1426/0                                      | Horný val 27 KG: Žilina Konskr.Nr.: 13                    | priechodový,radový                                      | Reihenhaus, Passage                                              | č. NKP: 511-1426/0 Stand des NKP: 2012-02-08 Name: DOM MEŠTIANSKY              |
| ja   | Datei hochladen | Markthalle(sk) ObjektID: 511-10064/0                                     | Horný val 35 Standort KG: Žilina Konskr.Nr.: 72           | radová;tržnica s pasážou                                | Reihenhaus, Markt Passage                                        | č. NKP: 511-10064/0 Stand des NKP: 2012-02-08 Name: TRŽNICA                    |
| ja   | Datei hochladen | Synagoge(sk) ObjektID: 511-1398/0                                        | Hurbanova ul. 11 Standort KG: Žilina Konskr.Nr.: 220      |                                                         |                                                                  | č. NKP: 511-1398/0 Stand des NKP: 2012-02-08 Name: SYNAGÓGA                    |
| ja   | Datei hochladen | Franziskanerkloster(sk) ObjektID: 511-1394/1                             | Hurbanova ul. 12 Standort KG: Žilina Konskr.Nr.: 343      | františkánsky                                           |                                                                  | č. NKP: 511-1394/1 Stand des NKP: 2012-02-08 Name: KLÁŠTOR FRANTIŠKÁNOV        |
| ja   | Datei hochladen | Kirche(sk) ObjektID: 511-1394/2                                          | Hurbanova ul. 14 Standort KG: Žilina Konskr.Nr.: 342      | r.k.sv.Barbory;františkánsky                            | römisch-katholische Kirche St. Barbara                           | č. NKP: 511-1394/2 Stand des NKP: 2012-02-08 Name: KOSTOL                      |
| ja   | Datei hochladen | Schule(sk) ObjektID: 511-1438/0                                          | Hurbanova ul. 15 Standort KG: Žilina Konskr.Nr.: 236      | chodbová;Bývalé reálne gymnázium,VŠD                    | Ehemalige Realschule                                             | č. NKP: 511-1438/0 Stand des NKP: 2012-02-08 Name: ŠKOLA                       |
| ja   | Datei hochladen | Stadtpalais(sk) ObjektID: 511-11600/1                                    | Hurbanova ul. 28 Standort KG: Žilina Konskr.Nr.: 335      | prejazdový,radový;Pioniersky dom,Rosenfeldov pal        | Reihenhaus Passage, Rosenfeld-Palais                             | č. NKP: 511-11600/1 Stand des NKP: 2012-02-08 Name: PALÁC MESTSKÝ              |
| ja   | Datei hochladen | Umzäunung mit Tor(sk) ObjektID: 511-11600/2                              | Hurbanova ul. 28 Standort KG: Žilina Konskr.Nr.: 335      | kované+murované piliere;kovanie s florálnymi prvkami    | geschmiedet, gemauerte Pfeiler, Beschläge mit floralen Elementen | č. NKP: 511-11600/2 Stand des NKP: 2012-02-08 Name: OPLOTENIE S BRÁNOU         |
|      | Datei hochladen | Brunnen(sk) ObjektID: 511-11600/3                                        | Hurbanova ul. 28 KG: Žilina Konskr.Nr.: 335               | kamenná;murovaná studňa                                 | gemauerter Brunnen                                               | č. NKP: 511-11600/3 Stand des NKP: 2012-02-08 Name: STUDŇA                     |
| ja   | Datei hochladen | Verwaltungsgebäude(sk) ObjektID: 511-1436/0                              | Kálov ul. 10 Standort KG: Žilina Konskr.Nr.: 655          | nárožná;Živnostenský dom,Partestulet                    | Eckhaus, Haus Živnost, ?                                         | č. NKP: 511-1436/0 Stand des NKP: 2012-02-08 Name: BUDOVA ADMINISTRATÍVNA      |
| ja   | Datei hochladen | Säule(sk) ObjektID: 511-1396/1                                           | Mariánske nám. Standort KG: Žilina Konskr.Nr.:            | s reliéfom sv.Floriána;válcový stĺp                     | mit Relief des hl. Florian                                       | č. NKP: 511-1396/1 Stand des NKP: 2012-02-08 Name: STĹP                        |
| ja   | Datei hochladen | Statue(sk) ObjektID: 511-1396/2                                          | Mariánske nám. Standort KG: Žilina Konskr.Nr.:            | Panna Mária-Immaculata;Nepoškvrnená Panna Mária         | unbefleckte Jungfrau Maria                                       | č. NKP: 511-1396/2 Stand des NKP: 2012-02-08 Name: SOCHA                       |
| ja   | Datei hochladen | Rathaus(sk) ObjektID: 511-10036/0                                        | Mariánske nám. 1 Standort KG: Žilina Konskr.Nr.: 34       | nárožná;Stará radnica                                   | Eckhaus, altes Rathaus                                           | č. NKP: 511-10036/0 Stand des NKP: 2012-02-08 Name: RADNICA                    |
| ja   | Datei hochladen | Bürgerhaus(sk) ObjektID: 511-10037/0                                     | Mariánske nám. 2 Standort KG: Žilina Konskr.Nr.: 33       | priechodový,radový                                      | Reihenhaus Passage                                               | č. NKP: 511-10037/0 Stand des NKP: 2012-02-08 Name: DOM MEŠTIANSKY             |
| ja   | Datei hochladen | Bürgerhaus(sk) ObjektID: 511-10038/0                                     | Mariánske nám. 3 Standort KG: Žilina Konskr.Nr.: 32       | priechodový,radový                                      | Reihenhaus Passage                                               | č. NKP: 511-10038/0 Stand des NKP: 2012-02-08 Name: DOM MEŠTIANSKY             |
| ja   | Datei hochladen | Bürgerhaus(sk) ObjektID: 511-10040/0                                     | Mariánske nám. 7 Standort KG: Žilina Konskr.Nr.: 28       | sieňový, radový;Lekáreň „K zlatému orlu“                | Reihenhaus, Vorhof, Apotheke „Der Steinadler“                    | č. NKP: 511-10040/0 Stand des NKP: 2012-02-08 Name: DOM MEŠTIANSKY             |
| ja   | Datei hochladen | Bürgerhaus(sk) ObjektID: 511-10041/0                                     | Mariánske nám. 8 Standort KG: Žilina Konskr.Nr.: 27       | prejazdový,nárožný                                      | Eckhaus Passage                                                  | č. NKP: 511-10041/0 Stand des NKP: 2012-02-08 Name: DOM MEŠTIANSKY             |
| ja   | Datei hochladen | Bürgerhaus(sk) ObjektID: 511-1400/0                                      | Mariánske nám. 9 Standort KG: Žilina Konskr.Nr.: 196      | prejazdový,nárožný                                      | Eckhaus Passage                                                  | č. NKP: 511-1400/0 Stand des NKP: 2012-02-08 Name: DOM MEŠTIANSKY              |
| ja   | Datei hochladen | Bürgerhaus(sk) ObjektID: 511-1401/0                                      | Mariánske nám. 10 Standort KG: Žilina Konskr.Nr.: 195     | priechodový,radový                                      | Reihenhaus Passage                                               | č. NKP: 511-1401/0 Stand des NKP: 2012-02-08 Name: DOM MEŠTIANSKY              |
| ja   | Datei hochladen | Bürgerhaus(sk) ObjektID: 511-1402/0                                      | Mariánske nám. 12 Standort KG: Žilina Konskr.Nr.: 193     | priechodový,radový                                      | Reihenhaus Passage                                               | č. NKP: 511-1402/0 Stand des NKP: 2012-02-08 Name: DOM MEŠTIANSKY              |
| ja   | Datei hochladen | Bürgerhaus(sk) ObjektID: 511-1403/0                                      | Mariánske nám. 13 Standort KG: Žilina Konskr.Nr.: 192     | prejazdový,radový                                       | Reihenhaus Passage                                               | č. NKP: 511-1403/0 Stand des NKP: 2012-02-08 Name: DOM MEŠTIANSKY              |
| ja   | Datei hochladen | Bürgerhaus(sk) ObjektID: 511-1404/0                                      | Mariánske nám. 14 Standort KG: Žilina Konskr.Nr.: 191     | priechodový,radový                                      | Reihenhaus Passage                                               | č. NKP: 511-1404/0 Stand des NKP: 2012-02-08 Name: DOM MEŠTIANSKY              |
| BW   | Datei hochladen | Bürgerhaus(sk) ObjektID: 511-1405/0                                      | Mariánske nám. 15 Standort KG: Žilina Konskr.Nr.: 190     | prejazdový,radový                                       | Reihenhaus Passage                                               | č. NKP: 511-1405/0 Stand des NKP: 2012-02-08 Name: DOM MEŠTIANSKY              |
| ja   | Datei hochladen | Bürgerhaus(sk) ObjektID: 511-1406/0                                      | Mariánske nám. 16 Standort KG: Žilina Konskr.Nr.: 189     | radový                                                  | Reihenhaus                                                       | č. NKP: 511-1406/0 Stand des NKP: 2012-02-08 Name: DOM MEŠTIANSKY              |
| ja   | Datei hochladen | Bürgerhaus(sk) ObjektID: 511-1407/0                                      | Mariánske nám. 17 Standort KG: Žilina Konskr.Nr.: 188     | prejazdový,radový                                       | Reihenhaus Passage                                               | č. NKP: 511-1407/0 Stand des NKP: 2012-02-08 Name: DOM MEŠTIANSKY              |
| ja   | Datei hochladen | Bürgerhaus(sk) ObjektID: 511-1408/0                                      | Mariánske nám. 18 Standort KG: Žilina Konskr.Nr.: 187     | prejazdový,nárožný                                      | Eckhaus Passage                                                  | č. NKP: 511-1408/0 Stand des NKP: 2012-02-08 Name: DOM MEŠTIANSKY              |
| ja   | Datei hochladen | Bürgerhaus(sk) ObjektID: 511-1409/0                                      | Mariánske nám. 19 Standort KG: Žilina Konskr.Nr.: 162     | prejazdový,nárožný                                      | Eckhaus Passage                                                  | č. NKP: 511-1409/0 Stand des NKP: 2012-02-08 Name: DOM MEŠTIANSKY              |
| ja   | Datei hochladen | Bürgerhaus(sk) ObjektID: 511-1410/0                                      | Mariánske nám. 20 Standort KG: Žilina Konskr.Nr.: 161     | prejazdový,radový                                       | Reihenhaus Passage                                               | č. NKP: 511-1410/0 Stand des NKP: 2012-02-08 Name: DOM MEŠTIANSKY              |
| ja   | Datei hochladen | Verbandshaus(sk) ObjektID: 511-1411/0                                    | Mariánske nám. 21 Standort KG: Žilina Konskr.Nr.: 160     | prejazdový,radový;budova gazdovského spolku             | Reihenhaus Passage, Bauernverband                                | č. NKP: 511-1411/0 Stand des NKP: 2012-02-08 Name: DOM SPOLKOVÝ                |
| ja   | Datei hochladen | Jesuitenkloster(sk) ObjektID: 511-1395/1                                 | Mariánske nám. 23 Standort KG: Žilina Konskr.Nr.: 158     | jezuitský                                               |                                                                  | č. NKP: 511-1395/1 Stand des NKP: 2012-02-08 Name: KLÁŠTOR JEZUITOV            |
| ja   | Datei hochladen | Kirche(sk) ObjektID: 511-1395/2                                          | Mariánske nám. 23 Standort KG: Žilina Konskr.Nr.: 159     | r.k.sv.Pavla;jezuitský                                  | römisch-katholische Kirche St. Paul                              | č. NKP: 511-1395/2 Stand des NKP: 2012-02-08 Name: KOSTOL                      |
| ja   | Datei hochladen | Gasthaus(sk) ObjektID: 511-10042/0                                       | Mariánske nám. 24 Standort KG: Žilina Konskr.Nr.: 157     | prejazdový,nárožný;hotel Panský dom                     | Eckhaus Passage, Hotel Gutshaus                                  | č. NKP: 511-10042/0 Stand des NKP: 2012-02-08 Name: HOSTINEC                   |
| BW   | Datei hochladen | Bürgerhaus(sk) ObjektID: 511-10043/0                                     | Mariánske nám. 25 Standort KG: Žilina Konskr.Nr.: 54      | prejazdový,nárožný                                      | Eckhaus Passage                                                  | č. NKP: 511-10043/0 Stand des NKP: 2012-02-08 Name: DOM MEŠTIANSKY             |
| BW   | Datei hochladen | Bürgerhaus(sk) ObjektID: 511-10044/0                                     | Mariánske nám. 26 Standort KG: Žilina Konskr.Nr.: 53      | prejazdový,radový                                       | Reihenhaus Passage                                               | č. NKP: 511-10044/0 Stand des NKP: 2012-02-08 Name: DOM MEŠTIANSKY             |
| BW   | Datei hochladen | Bürgerhaus(sk) ObjektID: 511-1412/0                                      | Mariánske nám. 28 Standort KG: Žilina Konskr.Nr.: 51      | prejazdopý,radový                                       | Reihenhaus Passage                                               | č. NKP: 511-1412/0 Stand des NKP: 2012-02-08 Name: DOM MEŠTIANSKY              |
| BW   | Datei hochladen | Bürgerhaus(sk) ObjektID: 511-1413/0                                      | Mariánske nám. 29 Standort KG: Žilina Konskr.Nr.: 50      | prejazdový,radový                                       | Reihenhaus Passage                                               | č. NKP: 511-1413/0 Stand des NKP: 2012-02-08 Name: DOM MEŠTIANSKY              |
| ja   | Datei hochladen | Bürgerhaus(sk) ObjektID: 511-1414/0                                      | Mariánske nám. 30 Standort KG: Žilina Konskr.Nr.: 49      | prejazdový,radový                                       | Reihenhaus Passage                                               | č. NKP: 511-1414/0 Stand des NKP: 2012-02-08 Name: DOM MEŠTIANSKY              |
| ja   | Datei hochladen | Bürgerhaus(sk) ObjektID: 511-1415/0                                      | Mariánske nám. 31 Standort KG: Žilina Konskr.Nr.: 48      | prejazdový,radový;Mestský dom                           | Reihenhaus Passage                                               | č. NKP: 511-1415/0 Stand des NKP: 2012-02-08 Name: DOM MEŠTIANSKY              |
| ja   | Datei hochladen | Bank(sk) ObjektID: 511-1416/0                                            | Mariánske nám. 32 Standort KG: Žilina Konskr.Nr.: 47,1470 | halová,nárožná;Banka Tatra                              | Eckhaus, Tatrabank                                               | č. NKP: 511-1416/0 Stand des NKP: 2012-02-08 Name: BANKA                       |
| ja   | Datei hochladen | Kirche(sk) ObjektID: 511-1397/0                                          | Rázusova ul. 2 Standort KG: Žilina Konskr.Nr.: 1291       | ev.a.v.                                                 | evangelische Kirche                                              | č. NKP: 511-1397/0 Stand des NKP: 2012-02-08 Name: KOSTOL                      |
| BW   | Datei hochladen | Bürgerhaus(sk) ObjektID: 511-10047/0                                     | Vuruma J. ul. 1 Standort KG: Žilina Konskr.Nr.: 156       | nárožný                                                 | Eckhaus                                                          | č. NKP: 511-10047/0 Stand des NKP: 2012-02-08 Name: DOM MEŠTIANSKY             |
| ja   | Datei hochladen | Theater(sk) ObjektID: 511-3279/0                                         | Vuruma J. ul. 4 Standort KG: Žilina Konskr.Nr.: 139       | Dom umenia Fatra                                        | Haus der Kunst                                                   | č. NKP: 511-3279/0 Stand des NKP: 2012-02-08 Name: DIVADLO                     |
| ja   | Datei hochladen | Kirche(sk) ObjektID: 511-1428/1                                          | Závodská cesta 11 Standort KG: Žilina Konskr.Nr.: 11      | r.k.sv.Štefana Kráľa;opevnený kostol sv.Štefana         | römisch-katholische Wehrkirche St. Stephan der König             | č. NKP: 511-1428/1 Stand des NKP: 2012-02-08 Name: KOSTOL                      |
| ja   | Datei hochladen | Kapelle(sk) ObjektID: 511-1428/2                                         | Závodská cesta 11 Standort KG: Žilina Konskr.Nr.: 11      | r.k.sv.Cyrila a Metoda;poľná kaplnka                    | römisch-katholische Kapelle St. Cyril und Methodius, Feldkapelle | č. NKP: 511-1428/2 Stand des NKP: 2012-02-08 Name: KAPLNKA                     |
| ja   | Datei hochladen | Wehrmauer(sk) ObjektID: 511-1428/3                                       | Závodská cesta 11 Standort KG: Žilina Konskr.Nr.: 11      | opevnenie-múr so strieľňami                             | Mauer mit Schießscharten                                         | č. NKP: 511-1428/3 Stand des NKP: 2012-02-08 Name: MÚR HRADBOVÝ                |
| ja   | Datei hochladen | Tor(sk) ObjektID: 511-1428/4                                             | Závodská cesta 11 Standort KG: Žilina Konskr.Nr.: 11      | severná;opevnenie-vstupná brána                         | nördliches                                                       | č. NKP: 511-1428/4 Stand des NKP: 2012-02-08 Name: BRÁNA                       |
| ja   | Datei hochladen | nordöstliche Bastion(sk) ObjektID: 511-1428/5                            | Závodská cesta 11 Standort KG: Žilina Konskr.Nr.: 11      | otvorená;opevnenie-bašta so strieľňami                  | offene Wehr mit Schießscharten                                   | č. NKP: 511-1428/5 Stand des NKP: 2012-02-08 Name: BAŠTA SEVEROVÝCHODNÁ        |
| ja   | Datei hochladen | nordwestliche Bastion(sk) ObjektID: 511-1428/6                           | Závodská cesta 11 Standort KG: Žilina Konskr.Nr.: 11      | otvorená;opevnenie-bašta so strieľňami                  | offene Wehr mit Schießscharten                                   | č. NKP: 511-1428/6 Stand des NKP: 2012-02-08 Name: BAŠTA SEVEROZÁPADNÁ         |
| ja   | Datei hochladen | Fundamente(sk) ObjektID: 511-1428/7                                      | Závodská cesta 11 Standort KG: Žilina Konskr.Nr.: 11      | skúmaná,prezentovaná;kaplnka Božieho Tela               | untersucht und freigelegt, Kapelle Corpus Christi                | č. NKP: 511-1428/7 Stand des NKP: 2012-02-08 Name: KOSTNICA ZÁKLADY            |
| BW   | Datei hochladen | Friedhof(sk) ObjektID: 511-1428/8                                        | Závodská cesta 11 Standort KG: Žilina Konskr.Nr.: 11      | skúmaný čiastočne;cintorín                              | teilweise untersucht                                             | č. NKP: 511-1428/8 Stand des NKP: 2012-02-08 Name: CINTORÍN PRÍKOSTOLNÝ        |

## Ehemalige Denkmäler
| Foto |                 | Denkmal / č. ÚZPF                  | Standort / Konskr. Nr.               | Offizielle Beschreibung | Beschreibung                                                | Metadaten                                                |
| ---- | --------------- | ---------------------------------- | ------------------------------------ | ----------------------- | ----------------------------------------------------------- | -------------------------------------------------------- |
| ja   | Datei hochladen | Pfarrhof(sk) ObjektID: 511-11566/0 | Dolný val KG: Žilina Konskr.Nr.: 214 | r.k.;stará fara         | physisch zerstört (fyzický zánik). Keine Fotografie möglich | č. NKP: 511-11566/0 Stand des NKP: 2012-02-08 Name: FARA |

## Legende
Die Tabelle enthält im Einzelnen folgende Informationen:
| Foto:                    | Fotografie des Denkmals. |
| Denkmal / č. ÚZPF:       | Die Übersetzung der Bezeichnung des Denkmals, wie sie vom Slowakischen Denkmalamt (Pamiatkový úrad Slovenskej republiky) verwendet wird. Die Originalbezeichnung ist unter dem Fragezeichen angegeben. Fehlt die Übersetzung, so wird die Originalbezeichnung direkt angezeigt. Weiters ist die Objekt-Identifikationsnummer (Objekt ID) angeführt. Sie ist die offizielle, in der Slowakei eindeutige Nummer č. ÚZPF inklusive der zugehörigen Zählnummer, wie sie in den Daten des Denkmalamtes angegeben wird. Da diese nur innerhalb eines Landkreises gezählt wird, ist dessen Nummer der Denkmalnummer vorangestellt. |
| Standort:                | Wenn in der Liste vorhanden, ist die Adresse angegeben. In Klammern kann sich noch eine zusätzliche Adresse befinden, wenn es beispielsweise ein Eckhaus ist. Bei freistehenden Objekten ohne Adresse (zum Beispiel bei Bildstöcken) ist eine Adresse angegeben, die in der Nähe des Objekts liegt. Durch Aufruf des Links Standort wird die Lage des Denkmals in verschiedenen Kartenprojekten angezeigt. Darunter sind die Katastralgemeinde (KG) und, wenn vorhanden, die Konskriptionsnummer (Konskr. Nr.) angegeben.                                                                                                   |
| Offizielle Beschreibung: | Es ist die Kurzbeschreibung auf Slowakisch, wie sie in den offiziellen Listen angegeben ist, eingetragen. |
| Beschreibung:            | Kurze Angaben zum Denkmal auf Deutsch. |
| Metadaten:               | Zusätzlich werden, wenn in den persönlichen Einstellungen das Helferlein Dauerhaftes Einblenden von Metadaten aktiviert ist, ebensolche angezeigt. |

- Karte mit allen Koordinaten:
- OSM |
- WikiMap